# Arado S I
Die Arado S I ist ein deutsches Schulflugzeug der 1920er Jahre und die erste Eigenentwicklung der 1925 in Warnemünde gegründeten Arado Flugzeugwerke.

## Entwicklung
Im Gründungsjahr 1925 wurde bei Arado zunächst die Lizenzfertigung einiger Muster der ebenfalls in Warnemünde ansässigen Ernst Heinkel Flugzeugwerke durchgeführt. Im selben Jahr wechselte der Konstrukteur Walter Rethel von den Fokker-Werken zu Arado und entwarf als Erstes das zweisitzige Schulflugzeug S I. Der mit einem Lucifer-Motor ausgerüstete Prototyp mit der Werknummer 20 nahm im Januar 1926 die Erprobung auf, die die für ein Schulflugzeug erhofften gutmütigen Flugeigenschaften und Sichtverhältnisse bestätigte. Rethel hatte bei der Konstruktion auch auf einfache Reparier- und Wartbarkeit bei leichtem Zugang zu den einzelnen Bereichen geachtet. Die Zulassung wurde im folgenden Juli erteilt, das Flugzeug vom Reichsverkehrsministerium erworben und anschließend an die DVL in Berlin-Adlershof abgegeben, wo es ab Februar 1927 mit dem Kennzeichen D–817 zur Pilotenschulung genutzt wurde. Dort erfolgte auch der Wechsel des Lucifer-Antriebs gegen ein stärkeres Sh-12-Triebwerk. Nach mehreren Halterwechseln wurde die S I 1934 zur D–ESEX umregistriert.
Die öffentliche Präsentation fand 1927 während der Mustermesse in Mailand statt.
Das zweite gebaute und als S Ia bezeichnete Exemplar (WNr. 21) erhielt von Anfang an einen Sh 12 und wurde 1926 als D–994 bei der Fliegerschule Staaken zugelassen. Es wurde erst zehn Jahre später aus der Luftfahrzeugrolle gestrichen. Die dritte und letzte S I mit der Werknummer 22 fand lange Zeit keinen Abnehmer. Sie sollte anfangs mit einem 100-PS-Mercedes-Motor ausgerüstet werden, der aber eine ungünstige Verlagerung des Schwerpunkts bewirkte und deshalb nicht zum Einsatz kam. Fünf Jahre im Besitz von Arado befindlich wurde sie schließlich 1931 für lediglich 850 ℛℳ an die zu den Bachmann-Werken gehörende Aero Sport GmbH verkauft, wo sich ihre Spur verliert.

## Aufbau
Die S I ist ein freitragender, unverspannter Anderthalbdecker in Gemischtbauweise.
Rumpf
Der Rumpf bestand aus einem geschweißten Stahlrohrgerüst mit rechteckigem Querschnitt, das im Bereich des Motors mit Blechen beplankt und im übrigen mit Stoff bespannt war. Der Rumpfrücken hinter den Kabinen war mit einer abnehmbaren, halbrunden Schale abgedeckt, die einen leichten Zugang zu den Steuermechaniken gewährleistete. Die Motoraufhängung war nach vorn unten schwenkbar gestaltet, so dass ein Wechsel ohne Zuhilfenahme eines Flaschenzugs beim Einsatz von lediglich zwei Personen möglich war. Zwischen Triebwerk und der vorderen Besatzungskabine befand sich ein Brandschott. Die S I war mit einer Doppelsteuerung ausgestattet, die während des Fluges vom Fluglehrer gegebenenfalls in der Schülerkabine deaktiviert werden konnte.
Tragwerk
Die Tragflächen wurden aus mit zwei Kastenholmen versehenen Holzrahmen gebildet, deren Vorderkanten aus Birkensperrholz bestanden. Die Beplankung der Flügelunterseiten bestand ebenfalls aus Sperrholz, die oberen Flächen waren mit Stoff bespannt. Während der Oberflügel durchgehend ausgeführt war, bestand der Unterflügel aus zwei Teilen. Das Tragwerk war untereinander durch V-Stiele und mit dem Rumpf durch zwei Spanntürme mit N-Streben im Baldachinbereich verbunden. Im Oberflügel befanden sich die zwei aus Messing bestehenden und schwingend an Bändern aufgehängten Kraftstoffbehälter mit einem Fassungsvermögen von insgesamt 150 l. Querruder befanden sich nur im Oberflügel.
Leitwerk
Das mit I-Stielen zum Rumpf hin abgestützte Leitwerk bestand aus mit Stoff bespannten Stahlrohrrahmen. Die Höhenflosse war im Flug verstellbar, die Ruder nicht ausgeglichen.
Fahrwerk
Die S I besaß ein starres, gummigefedertes Hauptfahrwerk, dessen Räder durch eine Achse miteinander verbunden waren. Am Heck befand sich ein ebenfalls gummigefederter Schleifsporn.

## Technische Daten

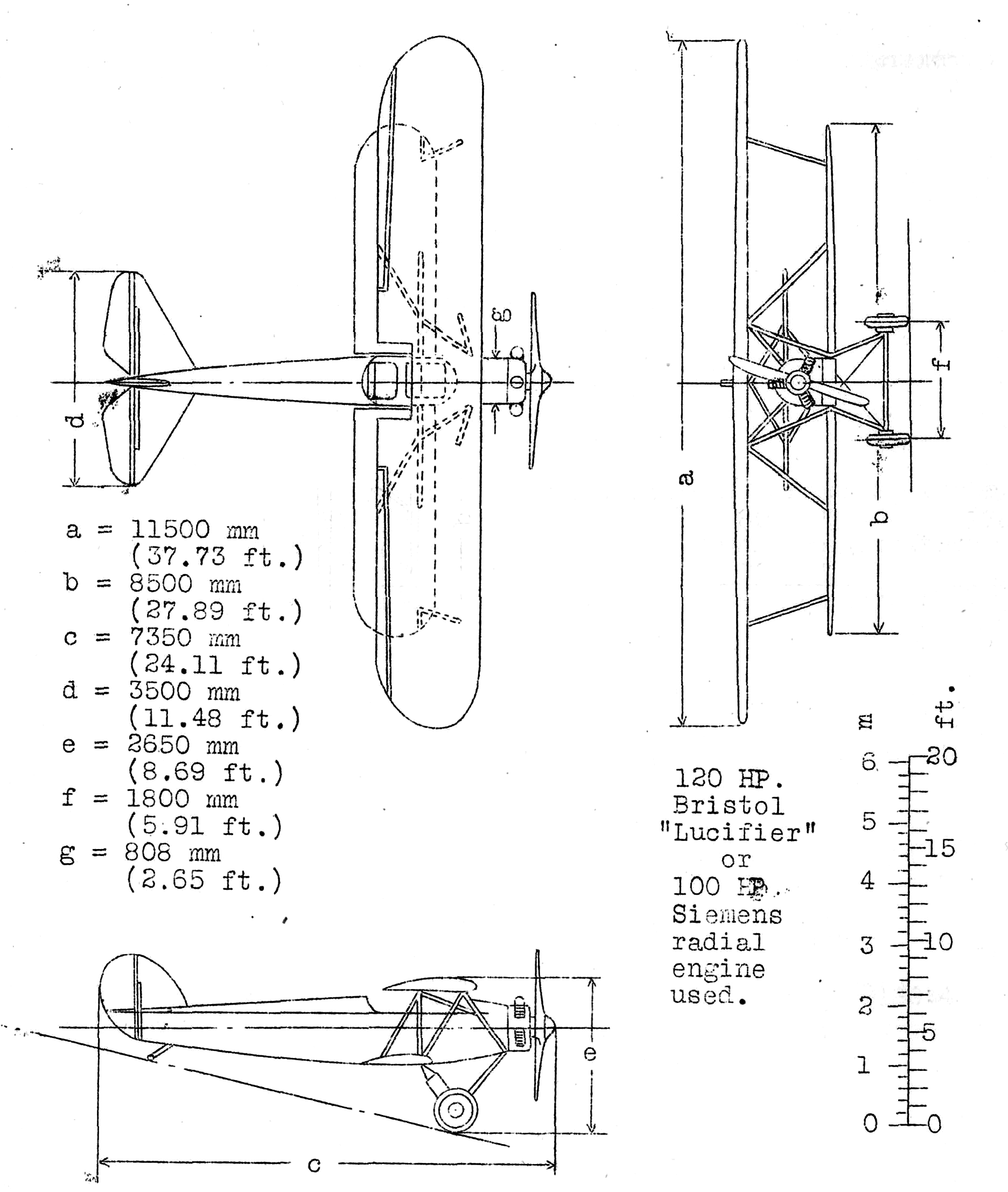
Dreiseitenriss der S I

| Kenngröße                                | Daten (S I)                                                           | Daten (S Ia)                                                           |
| ---------------------------------------- | --------------------------------------------------------------------- | ---------------------------------------------------------------------- |
| Besatzung                                | 1–2                                                                   | 1–2                                                                    |
| Spannweite                               | oben 11,50 m unten 8,50 m                                             | oben 11,50 m unten 8,50 m                                              |
| Länge                                    | 7,35 m                                                                | 7,44 m                                                                 |
| Höhe                                     | 2,85 m                                                                | 2,85 m                                                                 |
| Flügelfläche                             | 26,5 m²                                                               | 26,5 m²                                                                |
| Leermasse                                | 600 kg                                                                | 615 kg                                                                 |
| Zuladung                                 | ca. 300 kg                                                            | ca. 300 kg                                                             |
| Startmasse                               | 915–920 kg                                                            | 935 kg                                                                 |
| Antrieb                                  | ein luftgekühlter Dreizylinder-Viertakt-Sternmotor                    | ein luftgekühlter Neunzylinder-Viertakt-Sternmotor                     |
| Typ                                      | Bristol Lucifer                                                       | Siemens & Halske Sh 12                                                 |
| Startleistung Nennleistung Dauerleistung | 120 PS (88 kW) 100 PS (74 kW) in Bodennähe 80 PS (59 kW) in Bodennähe | 125 PS (92 kW) 112 PS (82 kW) in Bodennähe 108 PS (79 kW) in Bodennähe |
| Kraftstoffvolumen                        | 150 l                                                                 | 150 l                                                                  |
| Höchstgeschwindigkeit in Bodennähe       | 140–147 km/h                                                          | 150 km/h                                                               |
| Reisegeschwindigkeit                     | 120 km/h                                                              | 120 km/h                                                               |
| Landegeschwindigkeit                     | 55 km/h                                                               | 55 km/h                                                                |
| Steigzeit                                | 8 min auf 1000 m Höhe 19 min auf 2000 m Höhe                          | k. A.                                                                  |
| Dienstgipfelhöhe                         | 4000 m                                                                | 4100 m                                                                 |
| Reichweite                               | 500 km                                                                | 500 km                                                                 |
| Flugdauer                                | 4 h                                                                   | 4 h                                                                    |
| Start-/ Landerollstrecke                 | 55 m/57 m                                                             | 55 m/57 m                                                              |